# Таравал
Таравал (баш. Тарыуал) — река в России, протекает по Башкортостану. Левый приток Белой.
Длина реки составляет 18 км. Протекает в лесах Южного Урала. Берёт начало у юго-восточной окраины деревни Кызлар-Бирган (единственный населённый пункт в бассейне) в Зилаирском районе. От истока течёт немного на северо-восток, затем поворачивает на север и входит на территорию Бурзянского района. В нижней половине общее направление течения — северо-западное. Впадает в Белую по левому берегу в 1052 км от её устья. Основной приток — Каней (лв).

## Данные водного реестра
По данным государственного водного реестра России относится к Камскому бассейновому округу, водохозяйственный участок реки — Белая от водомерного поста Арский Камень до Юмагузинского гидроузла, речной подбассейн реки — Белая. Речной бассейн реки — Кама.
Код объекта в государственном водном реестре — 10010200212111100017539.